# タン・ロン
タン・ロン（唐龍、TONG LUNG、1957年6月5日 - 2011年8月27日）は韓国出身の映画俳優。本名は金泰靖（김태정、キム・テジョン）。芸名の唐龍は『ドラゴンへの道』のブルース・リーの役名から。ゴールデン・ハーベスト公認のブルース・リーそっくりさん。

## プロフィール
若いころからソウル特別市の大木金太郎のジムで少林武術十八般に励む。16歳のときに『ドラゴン怒りの鉄拳』を見てブルース・リーに憧れ、主演映画をすべて見て、アクションを研究しようと思ったが、極貧のため、入場料が払えず映画館の前で「俺は絶対に第2のブルース・リーになる。でも今は金がないからただで見せてくれ」と祈って、映画館の人に頭のオカシイ人だと同情され、無料で入場することが許された。鉄工所のパイプを溶接して作った手製のヌンチャクで全身アザやコブを作って寝込んでいるときに「ブルース・リーが直接手ほどきに来てくれた」と本人は語っている。
『死亡遊戯』のオーディション当時はそのことを知らずに参加しなかったが、後日、そのことを知り、プロフィールをゴールデン・ハーベストに送付したところ、8ヵ月後、採用通知が届いた。本人は喜びもあったが、むしろ当然の事だという思いの方が強かった。またこの当時オーディションとは関係なくワーナー・ブラザースにもブルース・リーの写真とともに10枚ほどの写真を送りつける（内訳はブルース・リー本人の写真7枚、タン・ロンの写真3枚）。撮影は8ヶ月に及んだが、その間ほぼ監禁状態でハーベストスタジオとハイアットホテル以外の場所には一切出かけることができなかった。出演料として破格の18000ドルを受け取ったが、ブルース・リーの撮影済みフィルムはおろか、台本さえ見せてもらえなかった。『死亡遊戯』では、主にアクション・シーンの代役を担当。
『死亡の塔』ではブルース・リー役と、リーの弟役の二役を演じた。この映画では、ブルース・リーとタン・ロンの髪型が違いすぎるために、どのカットでもタン・ロンと、すぐに分かってしまう。しかし、タン・ロンのアクロバティック・カンフー（一部、ユン・ピョウが担当）は、カンフー映画の中でもトップ・クラスに入る。韓国では当時ブルースではなくタン・ロンの完全主演作として劇場公開された。この韓国公開版には日本や世界で公開された同映画には存在しないシーンやカットが多く含まれている。また、このころからブルース・リーの亡霊に苛まれ、撮影ボイコットのためにスキンヘッドにして撮影を6ヶ月ストップさせる。
その後、韓国映画『아가씨 참으세요』（日本未公開）に出演。しかし、韓国映画界に失望し、酒を飲んで暴れたところ、相手に大怪我を負わせてしまい、治療費捻出のため、やむなく台湾との合作B級映画『雙輩/쌍배（英題：JACKIE VS BRUCE TO THE RESCUE、別題：FIST OF DEATH）』にも出演する。また、このころ、自身のアイデンティティに悩み、睡眠薬による自殺未遂を起こしている。
その後、アメリカの都市を転々と不法滞在するがその間、どの都市のチャイナタウンでもマフィアから手厚くもてなしてもらう。1988年永住権を取得。『シンデレラ・ボーイ』では、ブルース・リーの亡霊役で出演。ユニヴァーサル・スタジオで映画の演出やシナリオ作りを学ぶ。授業料は他の生徒にマーシャルアーツを教えることで賄った。
長らく沈黙を守ってきたが、吹っ切れたのか2010年に韓国で催されたブルース・リー生誕70周年記念イベントで元気な姿を披露した。そのイベントの中で現在『死亡之路/사망지로/THE WAY OF DEATH』という作品を準備しており、脚本はすでに完成。自身にとっての「死亡」3部作の総決算とし、また、引退作品にする予定であるとコメントした。
2011年8月27日、食道静脈瘤破裂のため、54歳で死去。

## 出演作
- 『死亡遊戯』死亡遊戯/GAME OF DEATH(1978年/香港)
- 『死亡の塔』死亡塔/사망탑/TOWER OF DEATH(1980年/香港)
- 아가씨 참으세요/Miss, Please Be Patient(1981年/韓国)日本未公開
- 雙輩/쌍배/JACKIE VS BRUCE TO THE RESCUE、FIST OF DEATH(1982年/台湾=韓国合作)日本未公開
- 『シンデレラ・ボーイ』No Retreat, No Surrender(1985年/アメリカ)
- 死亡之路/사망지로/THE WAY OF DEATH(2010年/韓国) - 脚本は出来上がっていたが未完成に終わる